# 江別駅
江別駅（えべつえき）は、北海道江別市萩ケ岡にある北海道旅客鉄道（JR北海道）函館本線の駅である。駅番号はA09。電報略号はエツ。事務管理コードは▲130129。

## 歴史

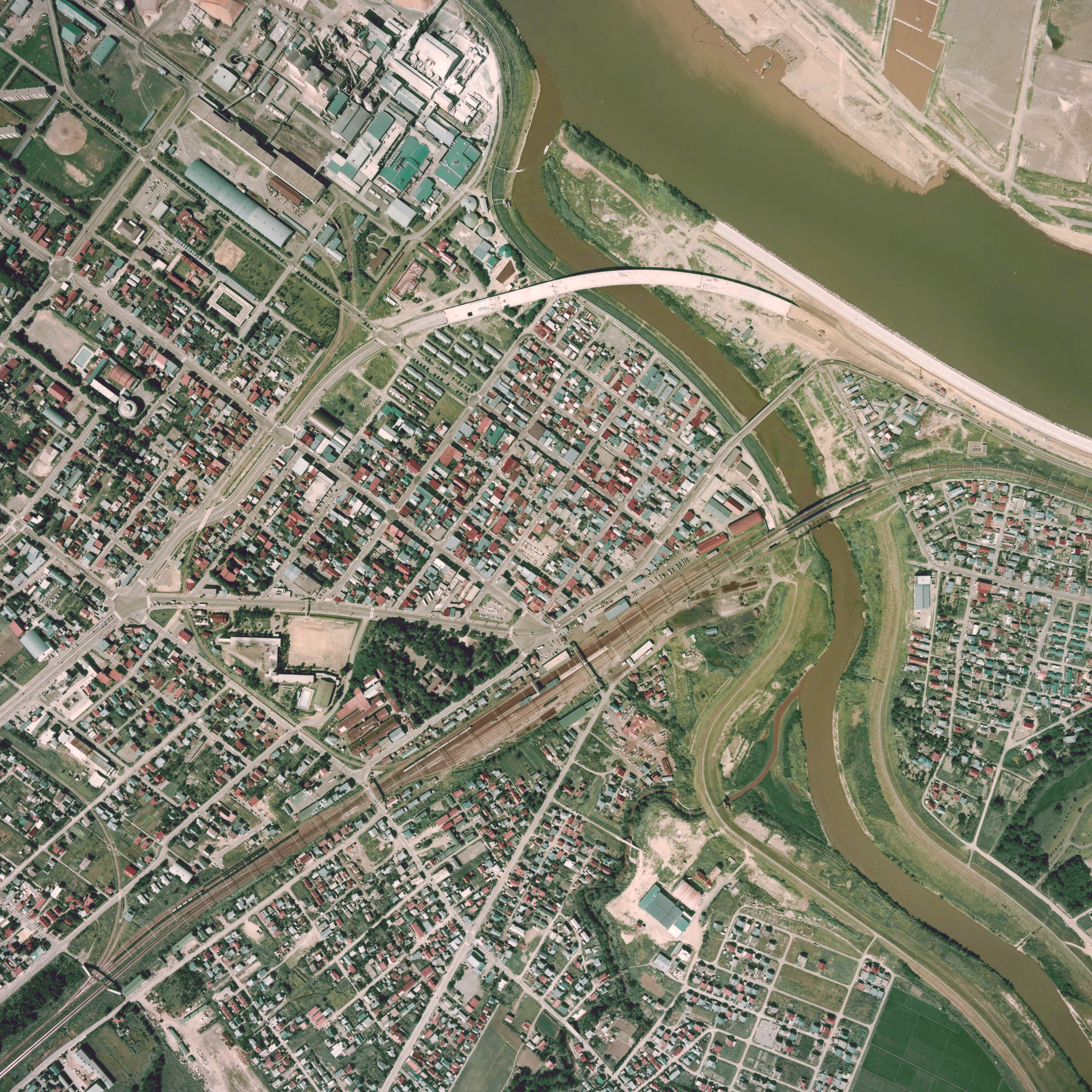
1976年の江別駅と周囲約1.5 km範囲。右上の石狩川沿い、左上に王子製紙江別工場、左上方向写真外には北海道電力江別発電所が立ち並んでおり、当駅の札幌側手前（左下）からそれぞれに専用線が分岐している。また、その分岐間には両専用線用の数本の留置線を有する貨物ヤードが設置されている。
駅裏側に4本の貨物用側線とその外側に保線車用側線、駅舎横岩見沢側に貨物ホームと折り返し線を持つ引込線4本を有している。駅舎横の札幌側は王子製紙専用線の折り返し線が伸びて、駅舎側ホームの札幌側が細い島式ホーム状になっている。

かつては「利尻」「オホーツク」（夜行便）などの夜行列車や「かむい」「そらち」「なよろ」など札幌を基点とした急行列車が停車していた。

### 年表
- 1882年（明治15年）
  - 6月25日：仮営業開始[4]。
  - 11月13日：官営幌内鉄道の駅として開業。一般駅。
当時既にデルタ線（Y線）と機関車庫を有していた[5]。
会社通(1丁目通）の突当りに建てられた。
- 1889年（明治22年）12月11日：北海道炭礦鉄道に譲渡。
- 1890年（明治23年）：北有社による江別川橋梁新替に伴う線路変更により、地形上不便になっていたため、停車場位置を変更し札幌側へ約150 m移転[6]。
- 1893年（明治26年）3月21日：明治23年の移転に伴う改キロ[7]。
- 1897年（明治30年）：転車台設置[8]。
- 1901年(明治34年)：現在地に移転。
- 1906年（明治39年）10月1日：北海道炭礦鉄道の鉄道路線国有化により、官設鉄道に移管。
- 1908年（明治41年）：富士製紙第五工場（後の王子製紙江別工場、現：王子エフテックス江別工場）建設に伴い、専用線（以下、王子製紙専用線）1.0 km 敷設[9]。
  - 監督機関への届出によると運用開始は1909年（明治42年）2月からであり、総延長は5.53 kmだった[10][11]。現在の4番のりばに当たる場所から発着していた。紙製品輸送に使用され、当駅から飯田町駅へ向かう貨物列車も運行していた。
- 1935年（昭和10年）：大日本電力（後の北海道電力）江別発電所操業開始に伴い、専用線（以下、北電専用線）を、同年夏頃に敷設完了し[12]、12月19日同発電所建設第一期工事完了及び送電開始とともに運用開始[9][12]。発電所で用いる石炭を輸送。
- 1954年（昭和29年）8月18日：帯広市から小樽市に向かう昭和天皇、香淳皇后のお召し列車が停車。駅前奉迎が行われた[13]。
- 1961年（昭和36年）：新発電所建設に伴い、北電専用線を一旦本線に沿って函館方へ向かった後スイッチバックを行い発電所へ向かう線形に変更。延長1.6km[12]。
- 1968年（昭和43年）8月：函館本線小樽—滝川間電化[11]。
- 1973年（昭和48年）6月：駅舎改築。RC造平屋となる[14]。
- 1974年（昭和49年）：駅南北間を結ぶ跨線人道橋完成[15]。
- 1984年（昭和59年）2月1日：専用線発着を除く車扱貨物の取扱い廃止[7]。
- 1985年（昭和60年）3月14日：荷物の取扱い廃止[7]。
- 1986年（昭和61年）5月6日：王子製紙専用線廃止[9]。
- 1987年（昭和62年）4月1日：国鉄分割民営化により、北海道旅客鉄道（JR北海道）・日本貨物鉄道（JR貨物）の駅となる[7]。
- 1990年（平成2年）9月1日：同日実施のダイヤ改正に併せ、次のように構内を改良[16]。
  - 下り本線である1番線（現：3番線）と旧上り本線である3番線（現：2番線）の間に合った下り待避線（2番線、ホームなし）を撤去
  - 旧上り本線であった3番線（現：2番線）を上下副本線（待避線）に変更
  - 上下副本線（折り返し列車発着に使用）であった4番線（現：1番線）を上り本線に変更
  - 1番線の函館方に、従来4番線を発着していた折り返し列車専用の0番線（現：4番線）を新設
- 1991年（平成3年）3月：北海道電力江別発電所廃止に伴い、北電専用線廃止。
- 1997年（平成9年）11月1日：日本貨物鉄道の駅が廃止となり、貨物の取扱い終了[7]。
- 1998年（平成10年）12月9日：自動改札機を設置し、供用開始[17]。
- 2006年（平成18年）2月8日：バリアフリー化工事完成[報道 1][18][19]。
- 2008年（平成20年）10月25日：ICカードKitaca使用開始。
- 2014年（平成26年）10月30日：江別駅跨線人道橋架け替え工事完成[11][15]。
- 2016年（平成28年）1月7日：キヨスク閉店。
- 2021年（令和3年）度：話せる券売機を導入[20]。

## 駅構造
地上駅で、1面2線の島式ホームと1面1線の単式ホーム、単式ホームの一部を切り欠いた切欠きホーム1線、合計2面4線のホームを有する。ホーム間は跨線橋で連絡しており、エレベーターを設置している。のりば番号は駅舎側から順に4・3・2・1番となっており、4番線は改札から右手に進んだ頭端式（切欠き）ホームになっている。当駅折り返しの列車は主に2番・4番線から発車する。朝5時半過ぎに当駅始発・札幌方面行き、夜0時過ぎに札幌方面から当駅止まりがあるが、夜間留置は行わない。1番線が上り本線、3番線が下り本線で、上下本線に挟まれた2番線では通過する特急列車を待避することが可能である。かつては『えべつやきもの市』開催時に一部の特急列車が臨時停車していたが、現在はすべて通過している。社員配置駅で、みどりの窓口、自動券売機、話せる券売機、自動改札機を設置している。
かつては中線を1本挟んだ単式と島式の複合ホーム2面3線で、駅舎から近い順に1・2・3番となっていた。王子製紙専用線の廃止に伴って0番ホームが新設され、後にホーム番号が振り直されている。

### のりば
| 番線 | 路線      | 方向 | 行先           | 備考               |
| ---- | --------- | ---- | -------------- | ------------------ |
| 1    | ■函館本線 | 上り | 札幌・小樽方面 |                    |
| 2    | ■函館本線 | 上り | 札幌・小樽方面 | 待避列車・当駅始発 |
| 2    | ■函館本線 | 下り | 岩見沢方面     | 待避列車           |
| 3    | ■函館本線 | 下り | 岩見沢方面     |                    |
| 4    | ■函館本線 | 上り | 札幌・小樽方面 | 当駅始発           |

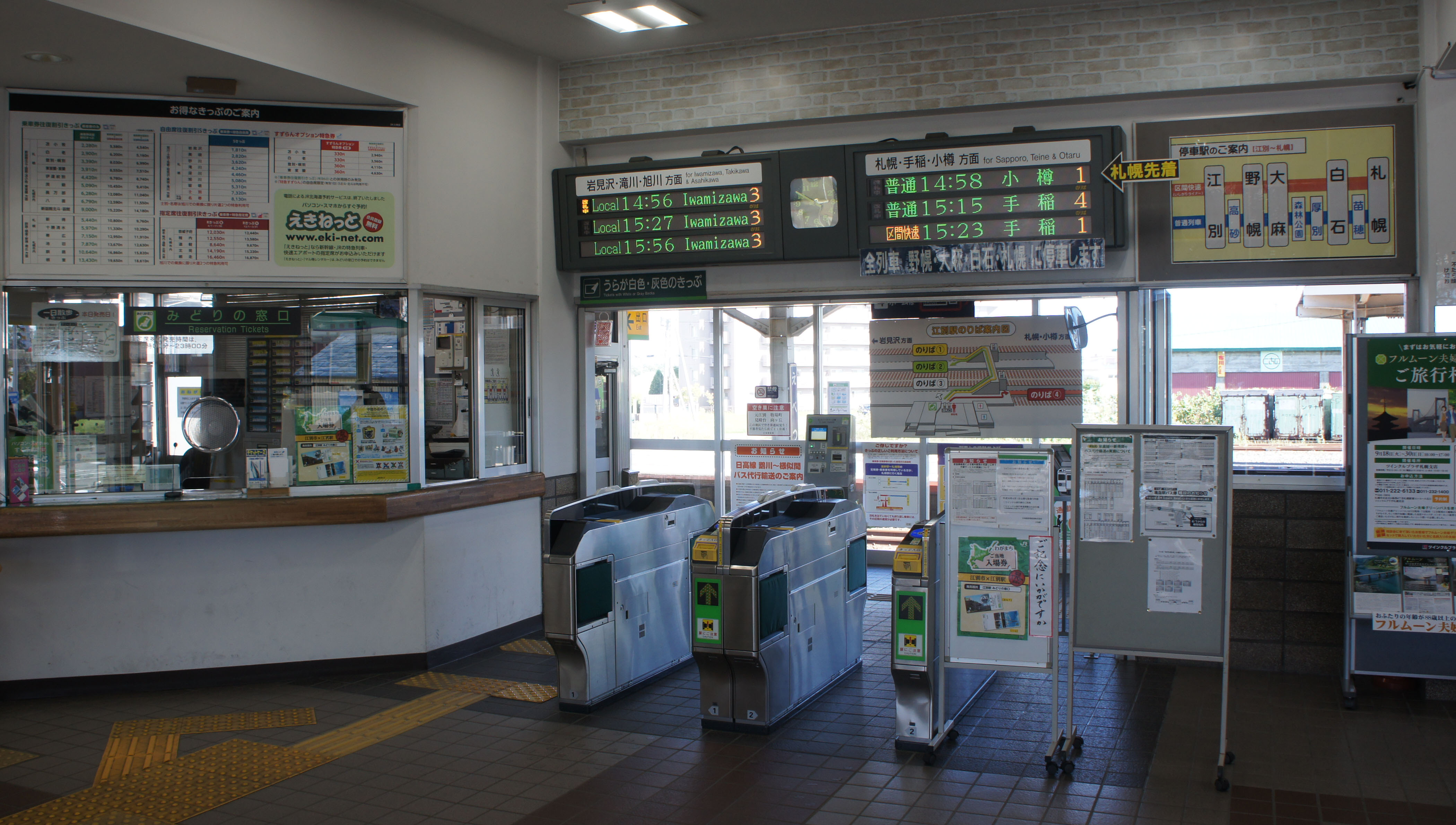
改札口（2018年9月）
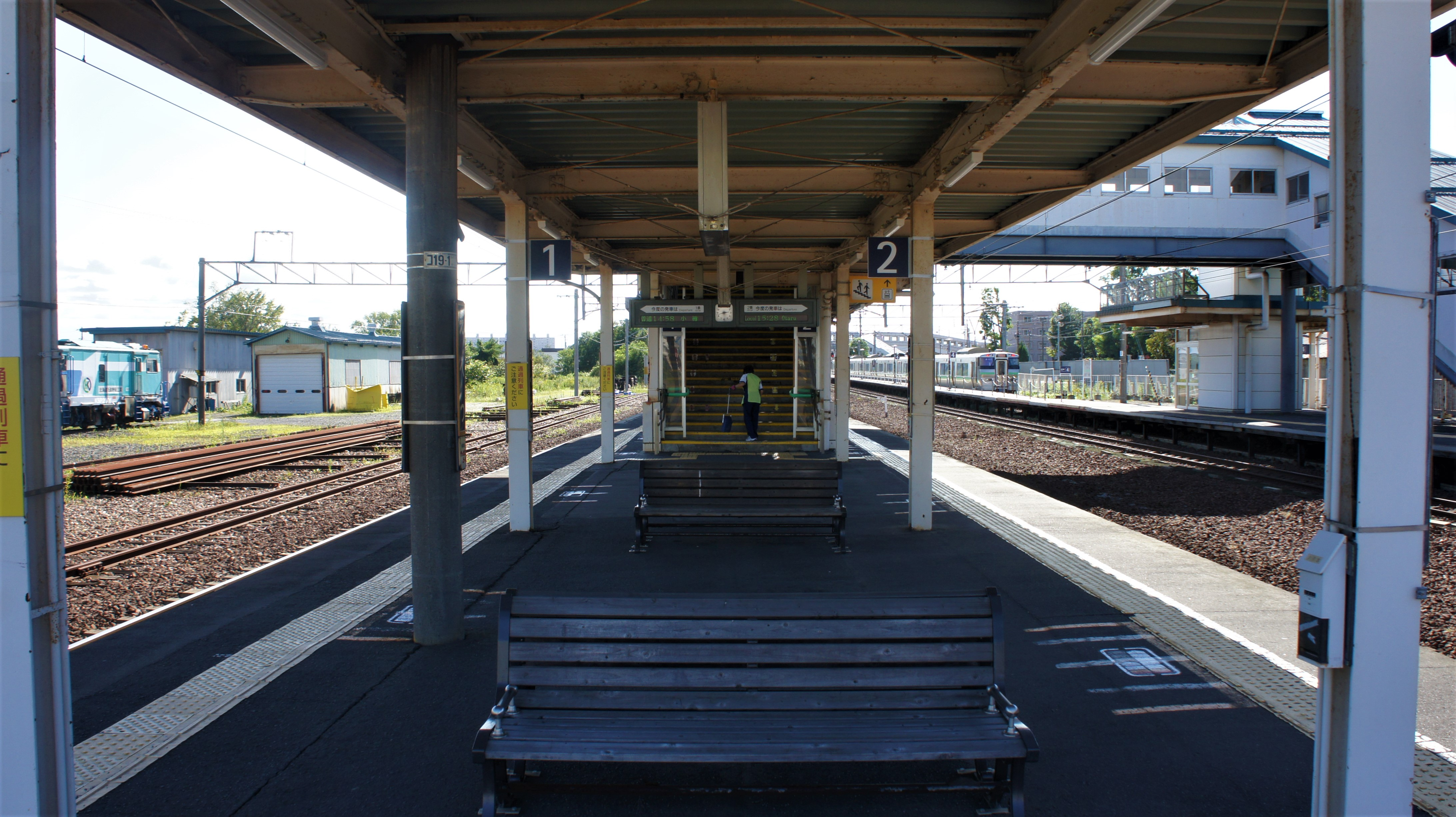
1・2番線ホーム（2018年9月）
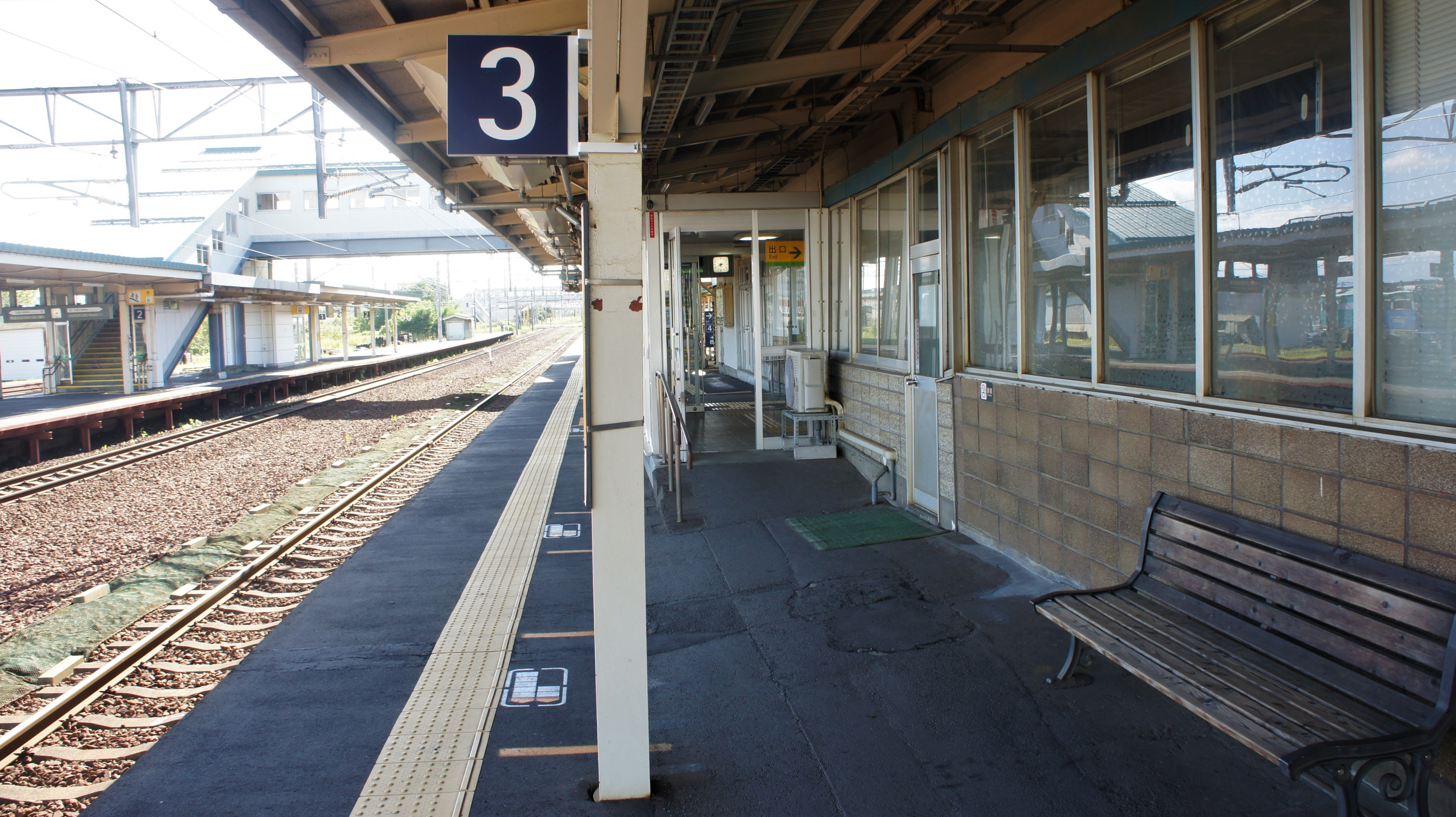
3番線ホーム（2018年9月）
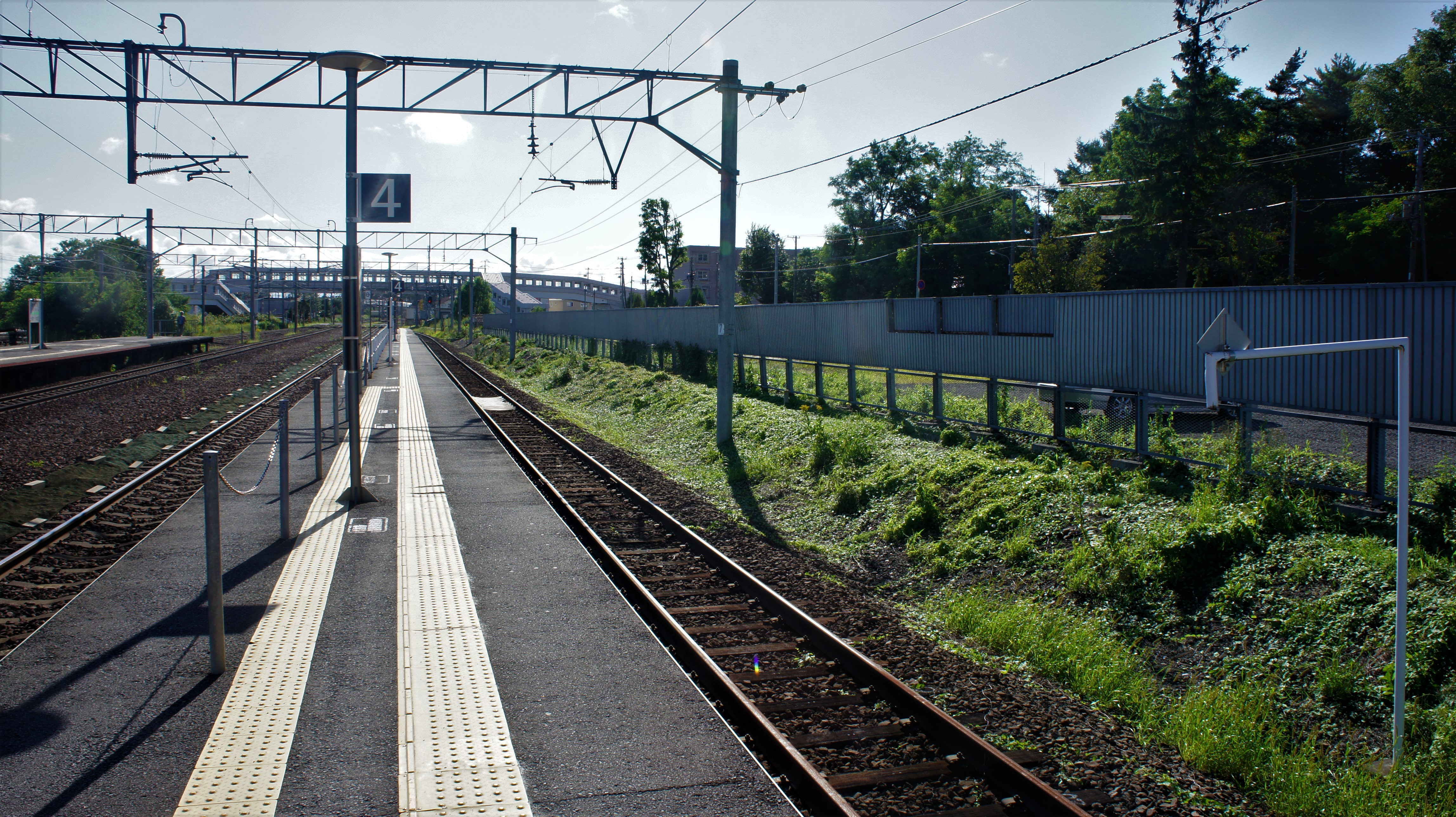
4番線ホーム（2018年9月）
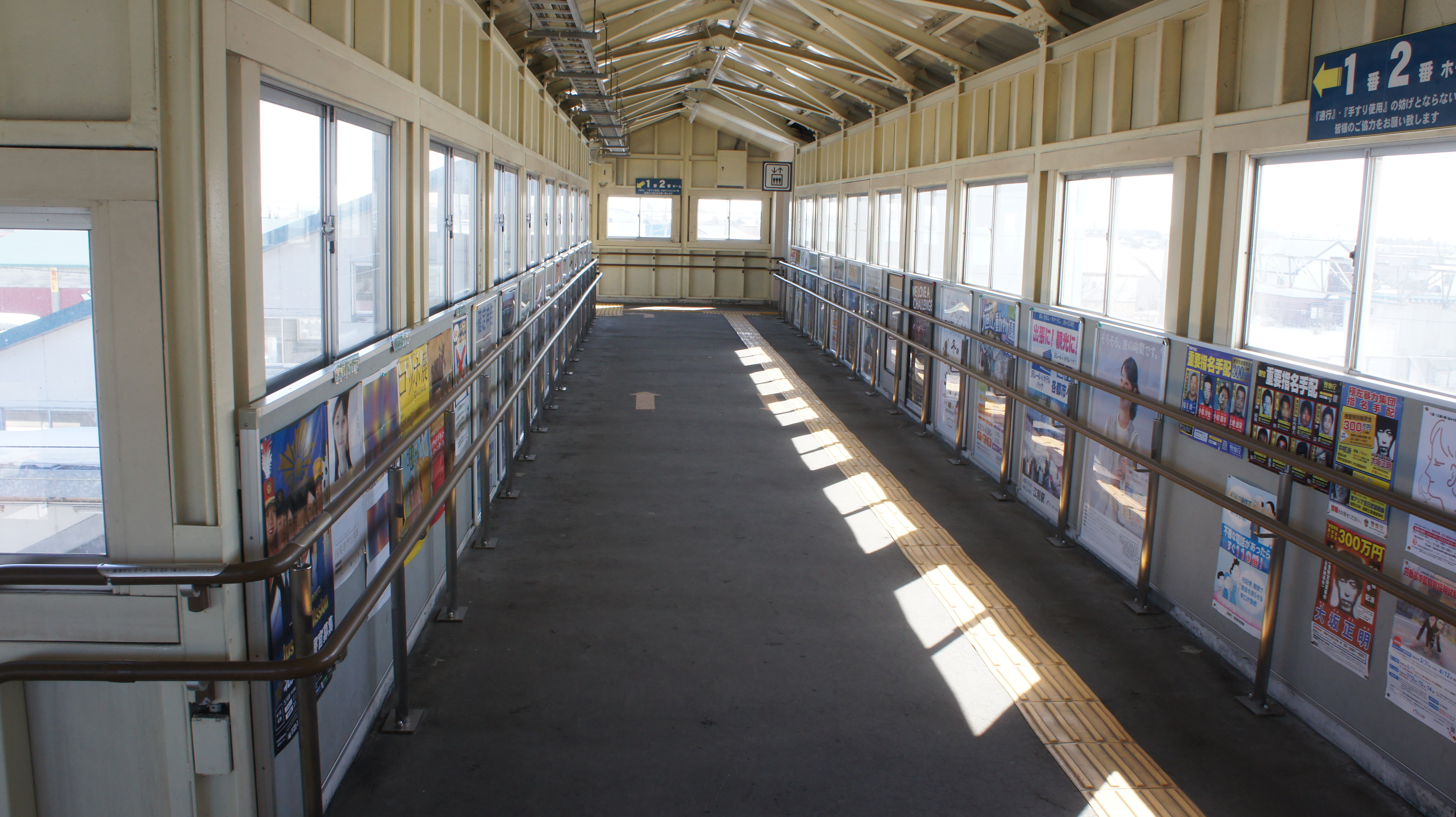
跨線橋（2017年3月）

## 利用状況
「江別市統計書」によると、近年の年度別乗車人員は以下の通りである。
| 年度               | 乗車人員（千人） | 乗車人員（千人） | 乗車人員 （一日平均） | 出典            |
| 年度               | 定期外           | 定期             | 乗車人員 （一日平均） | 出典            |
| ------------------ | ---------------- | ---------------- | --------------------- | --------------- |
| 2002年（平成14年） | 393              | 729              | 3,074                 | [ * 1 ]         |
| 2003年（平成15年） | 384              | 763              | 3,134                 | [ * 1 ]         |
| 2004年（平成16年） | 383              | 787              | 3,205                 | [ * 1 ]         |
| 2005年（平成17年） | 378              | 837              | 3,329                 | [ * 1 ]         |
| 2006年（平成18年） | 375              | 862              | 3,389                 | [ * 1 ] [ * 2 ] |
| 2007年（平成19年） | 371              | 902              | 3,478                 | [ * 2 ]         |
| 2008年（平成20年） | 372              | 921              | 3,542                 | [ * 2 ]         |
| 2009年（平成21年） | 376              | 949              | 3,630                 | [ * 2 ]         |
| 2010年（平成22年） | 379              | 977              | 3,715                 | [ * 2 ]         |
| 2011年（平成23年） | 387              | 1,004            | 3,801                 | [ * 3 ]         |
| 2012年（平成24年） | 379              | 1,029            | 3,858                 | [ * 3 ]         |
| 2013年（平成25年） | 381              | 1,060            | 3,948                 | [ * 3 ]         |
| 2014年（平成26年） | 370              | 1,077            | 3,964                 | [ * 3 ]         |
| 2015年（平成27年） | 371              | 1,030            | 3,828                 | [ * 3 ]         |
| 2016年（平成28年） | 362              | 1,009            | 3,756                 | [ * 4 ]         |
| 2017年（平成29年） | 360              | 991              | 3,701                 | [ * 4 ]         |
| 2018年（平成30年） | 1,335            | 1,335            | 3,658                 | [ * 5 ]         |
| 2019年（令和元年） | 1,325            | 1,325            | 3,619                 | [ * 6 ]         |
| 2020年（令和02年） | 1,014            | 1,014            | 2,777                 | [ * 7 ]         |
| 2021年（令和03年） | 963              | 963              | 2,638                 | [ * 7 ]         |
| 2022年（令和04年） | 1,053            | 1,053            | 2,885                 | [ * 7 ]         |

## 駅周辺
江別市立病院、飛鳥山公園、江別市郷土資料館、王子エフテックス江別工場などへの最寄駅になっている。2007年（平成19年）に江別駅前民間再開発事業により商業業務棟（えべつみらいビル）と福祉棟（江別ケアパーク そよ風）が完成した。
- 江別警察署駅前交番
- 江別市水道庁舎
- 江別神社
- 北海道信用金庫 江別支店
- 江別市中央公民館・コミュニティセンター
- 北洋銀行 江別中央支店
- 道央農業協同組合（JA道央）江別営農センター・江別支店
- 北陸銀行江別支店
- 江別郵便局
- 江別市消防署江別出張所
- 北海道労働局札幌東公共職業安定所江別出張所（ハローワーク江別）
- 江別 蔦屋書店
- 北海道電力総合研究所（旧：江別発電所敷地に所在）[9]
- 四季の道（前述の北電専用線の一部を転用した遊歩道）[9]

## バス路線
駅正面に「江別駅前」、駅の南側に「江別駅南口」の2か所のバス停がある。発着路線の詳細は各事業者・路線記事を参照。
江別駅前
バス停は駅前ロータリー内またはその周辺にあり、乗り場は事業者ごとに分かれている。
- ジェイ・アール北海道バス（空知線）
- 北海道中央バス（江別営業所）
- 夕鉄バス
- ニューしのつバス

江別駅南口
駅前から跨線橋を渡った、駅の南東側にバス停がある。いずれも駅前に比べ本数は少ない。
- ジェイ・アール北海道バス
- 夕鉄バス

## 隣の駅
北海道旅客鉄道（JR北海道）
■函館本線
高砂駅 (A08) - 江別駅 (A09) - 豊幌駅 (A10)

### 報道発表資料
1. ↑  『森林公園駅・江別駅にエレベーター 恵み野駅にエスカレーターを新設します。』（PDF）（プレスリリース）北海道旅客鉄道、2006年1月24日。2017年5月15日閲覧。

### 新聞記事
1. ↑  “江別駅前再開発が完成—特別目的会社で事業運営”. 北海道建設新聞 (北海道建設新聞社). (2007年12月4日) 2017年5月15日閲覧。